# Merenius plumosus
Merenius plumosus là một loài nhện trong họ Corinnidae.
Loài này thuộc chi Merenius. Merenius plumosus được Eugène Simon miêu tả năm 1910.